# DJ 쥬스
DJ 쥬스(DJ Juice, 1983년 ~ )는 대한민국의 힙합 DJ이다. 과거 Bust This의 멤버였으며, 이후로는 솔로로 활동하였다. 소속 크루로는 Elementree, 소속 레이블은 브랜뉴뮤직이다.

## 바이오그래피
DJ Juice는 중고등학교 시절 춤에 관심을 가지고 추다가, 음악을 찾아보면서 1999 대한민국, Gang Starr, DJ Premier 등의 음악에 빠져 힙합을 좋아하게 되었다. 이후 힙합 음악을 만들고 싶다는 생각에 DJ 학원을 다니기도 하면서 디제잉을 시작하였다. 특히 이후 DJ Nega에게 레슨을 받은 것이 DJ 스킬을 늘리는 데 큰 도움을 줬다. 그의 첫 '데뷔'는 한량사의 컴필레이션 앨범 절충 Project vol.2 수록곡 하몽: M2의 스크래칭 세션이었다.
이후 그는 DJ 짱가와 만나 2003년 Bust This를 결성하였으며, 한량사와 계약을 맺고 소속 아티스트로써 여러 활동을 하였다. 2005년 후반에는 일시적으로 Paloalto와 함께 Triplets를 결성하여 활동하기도 하였고, Superman IVY와도 함께 활발히 공연 활동을 하였다. Bust This는 2007년 멤버들의 고민 끝에 처음이자 마지막 앨범을 내고 해체하였다.
해체 후 2008년 2월부터 DJ Juice는 솔로 앨범 준비에 들어갔다. 이 앨범은 2008년 6월 4일 발매되었는데, DJ로써의 그의 모습보다는 비트메이커로써의 모습에 초점이 맞춰진 앨범이었다. 인터뷰에서 그는 최대한 다양한 스타일을 추구하여, 자신이 표현할 수 있는 범위를 넓히면서 스타일의 깊이를 찾아가는 과정으로써 앨범을 작업하였다고 말하였다. 앨범 작업은 특별한 소속사 없이 음악 작업부터 참여진 섭외, 녹음실 예약까지 모두 DJ Juice가 맡았다.
2009년 말부터는 Soul Dive, 드렁큰 타이거, 리쌍 등의 메인 DJ를 맡아 공연 및 앨범 참여로 활동해왔으며, 개인 활동은 크게 없던 와중에 2011년 3월에는 누자베스 추모 Mixset인 Luv Luv Mixset를 힙합플레이야에 무료배포하였다. 그리고 강산여울과 프로젝트 앨범을 발표한다는 소식을 알렸다. 이 앨범은 Page #1이란 이름으로 4월 말에 발매하였다. 둘은 앞으로도 더 많은 앨범을 낼 예정이라 밝혔으나 2012년까지 Page #1의 후속 앨범은 나오지 않았다.
2012년 들어 DJ Juice는 Soul Dive의 백업 DJ로써 무대에 같이 서고 수많은 곡들을 프로듀싱하고 있다. 2013년에는 지조의 첫번째 솔로 싱글 《준비된 사수》에 참여하였다.2년 뒤인 2015년에는 라이머가 CEO로 있는 브랜뉴뮤직에 합류하였다.
대표곡: Street Dream

## 디스코그래피
- 2008년 7월 10일 Street Dream
- 2011년 3월 25일 Luv Luv Mixset (힙합플레이야 무료배포)
- 2011년 4월 26일 Page #1 (강산여울과 합작)